# Tibor Nadj
Tibor Nadj (* 24. Dezember 1973 in Hamburg) ist ein ehemaliger deutscher Fußballspieler.

## Karriere
Tibor Nadj spielte in der Jugend für TuS Alstertal und den Hamburger SV. Ab 1992 spielte er im Seniorenbereich bei der Bundesliga-Reserve der Hamburger in der Oberliga Hamburg und der Regionalliga Nord. In der Saison 1996/97 absolvierte er ein Spiel für die Profimannschaft in der Bundesliga am letzten Spieltag gegen Fortuna Düsseldorf. Danach spielte er eine Saison für den 1. SC Norderstedt in der Regionalliga Nord. Von 1998 bis 2000 stand der für den SC Paderborn 07 in der Regionalliga West/Südwest auf dem Platz. 2000/01 spielte er für Fortuna Köln. Anschließend stieg er mit Eintracht Braunschweig in die 2. Bundesliga auf. Weitere Stationen waren in der Regionalliga Nord Holstein Kiel, in der Oberliga Westfalen der FC Gütersloh 2000 sowie mehrere Vereine in der Oberliga Hamburg.

## Privates
Sein Sohn Niclas (* 2000) ist ebenfalls Profifußballer.